# Teloganodidae
Famille
Les Teloganodidae  forment une famille d'insectes éphémères, elle contient une vingtaine d'espèces.

## Classification
- Derlethina Sartori in Sartori, Peters  & Hubbard, 2008
- Dudgeodes Sartori in Sartori, Peters  & Hubbard, 2008
- Ephemerellina Lestage, 1924
- Lithogloea Barnard 1932
- Lestagella Demoulin, 1970
- Manohyphella Allen, 1973
- Nadinetella McCafferty & Wang, 1998
- Teloganodes Eaton, 1882 syn Macafertiella Wang in Wang & McCafferty, 1996

## Référence
- Allen, 1965 : A review of the subfamilies of Ephemerellidae (Ephemeroptera). Journal of the Kansas Entomological Society, 38 pp 262-266.
- Sartori, Peters  & Hubbard, 2008 : A revision of Oriental Teloganodidae (Insecta, Ephemeroptera, Ephemerelloidea) Zootaxa 1957: 1–51.
- « Classification de Hallan »(Archive.org • Wikiwix • Archive.is • Google • Que faire ?)